# Aleksandar Katai
Aleksandar Katai (Srbobran, 6 de fevereiro de 1991) é um futebolista sérvio que atua como meio-campo. Atualmente joga pelo Estrela Vermelha.

## Carreira
Aleksandar Katai começou a carreira no FK Vojvodina.

## Títulos
Estrela Vermelha
- Superliga Sérvia: 2015–16